# Actephila lindleyi
Actephila lindleyi là một loài thực vật có hoa trong họ Diệp hạ châu. Loài này được (Steud.) Airy Shaw mô tả khoa học đầu tiên năm 1971.